# Pathways of Life
Pathways of Life er en amerikansk stumfilm fra 1916.

## Medvirkende
- Spottiswoode Aitken som Daddy Wisdom.
- Lillian Gish.
- Olga Grey.
- W.E. Lawrence.
- Alfred Paget.